# Karl Rosling
Karl Gustaf Rosling (i riksdagen kallad Rosling i Stockholm), född 16 juli 1868 i Fröslunda församling, Uppsala län, död 12 december 1920 i Katarina församling, Stockholms stad, var en svensk inköpschef och riksdagsman.
Rosling var i riksdagen ledamot av första kammaren 1919–1920 för Jönköpings län. Rosling var invald för en mandatperiod på sex år, men avled innan han hann påbörja sitt tredje riksdagsår.